# 三星垸原种场
三星垸原种场是中华人民共和国湖北省孝感市汉川市下辖的一个类似乡级单位。

## 行政区划
三星垸原种场下辖以下行政区单位：
三星垸生产队、原圣垸生产队、多种经营生产队和复生垸生产队。